# Henriette Guette
Henriette Guette es una deportista francesa que compitió en piragüismo en la modalidad de eslalon. Ganó dos medallas en el Campeonato Mundial de Piragüismo en Eslalon, plata en 1957 y bronce en 1965.

## Palmarés internacional
| Campeonato Mundial | Campeonato Mundial | Campeonato Mundial | Campeonato Mundial   |
| Año                | Lugar              | Medalla            | Competición          |
| ------------------ | ------------------ | ------------------ | -------------------- |
| 1957               | Augsburgo (RFA)    | Medalla de plata   | C2 mixto por equipos |
| 1965               | Spittal (Austria)  | Medalla de bronce  | C2 mixto por equipos |